# Боровая (Смоленский район)
Боровая — деревня в Смоленском районе Смоленской области России. Входит в состав Михновского сельского поселения. Население — 36 жителей (2007 год). 
Расположена в западной части области в 4 км к юго-западу от Смоленска, в 4 км севернее автодороги А141 Орёл — Витебск, на берегу реки Днепр. В 2 км севернее деревни расположена железнодорожная станция Дачная-2 на линии Смоленск — Витебск. 

## История
В годы Великой Отечественной войны деревня была оккупирована гитлеровскими войсками в июле 1941 года, освобождена в сентябре 1943 года. 